# Sahaswan
Sahaswan é uma cidade  no distrito de Budaun, no estado indiano de Uttar Pradesh.

## Geografia
Sahaswan está localizada a 28° 05′ N, 78° 45′ L. Tem uma altitude média de 172 metros (564 pés).

## Demografia
Segundo o censo de 2001, Sahaswan tinha uma população de 58,194 habitantes. Os indivíduos do sexo masculino constituem 52% da população e os do sexo feminino 48%. Sahaswan tem uma taxa de literacia de 31%, inferior à média nacional de 59.5%: a literacia no sexo masculino é de 36% e no sexo feminino é de 26%. Em Sahaswan, 19% da população está abaixo dos 6 anos de idade.